# Декстер (Мичиген)
Декстер (енгл. Dexter) град је у америчкој савезној држави Мичиген.

## Демографија
По попису из 2010. године број становника је 4.067, што је 1.729 (74,0%) становника више него 2000. године.
| Група             | 2000.         | 2010.         |
| Белци             | 2.242 (95,9%) | 3.693 (90,8%) |
| Афроамериканци    | 10 (0,4%)     | 44 (1,1%)     |
| Азијати           | 24 (1,0%)     | 112 (2,8%)    |
| Хиспаноамериканци | 23 (1,0%)     | 113 (2,8%)    |
| Укупно            | 2.338         | 4.067         |